# Kotoba no Puzzle: Mojipittan
Kotoba no Puzzle: Mojipittan, também conhecido simplesmente como Kotoba no Puzzle, é uma série de jogos eletrônicos de quebra-cabeça japonês desenvolvido e publicado pela Bandai Namco Entertainment, anteriormente Namco. A série começou em arcadas com Kotoba no Puzzle: Mojipitta em 2001, e viu várias sequências para várias plataformas, incluindo o Game Boy Advance, PlayStation Portable e Nintendo DS. A jogabilidade é semelhante ao Scrabble - os jogadores têm a tarefa de usar o Hiragana para formar palavras em um tabuleiro, colocando as peças marcadas com caracteres Hiragana.
O original Kotoba no Puzzle foi desenhado por Hiroyuki Goto, que é bem conhecido no Japão por ser capaz de recitar pi da memória para 42.195 casas decimais, fazendo dele o recordista mundial da época. Provavelmente devido ao forte uso do japonês, a série permaneceu confinada ao Japão. A série Kotoba no Puzzle foi recebida com críticas positivas dos críticos, sendo elogiada por sua originalidade, jogabilidade multiplayer e viciante, com Kotoba no Puzzle: Mojipittan DS recebendo o prêmio "Gold Hall of Fame" da Famitsu.

## Jogabilidade
Mojipittan é semelhante em jogabilidade ao jogo de palavras Scrabble. O jogador usa tiles com hiragana para construir palavras. O jogador pode se revezar contra o computador ou contra um oponente humano ou jogar sozinho. Ao contrário do Scrabble, no entanto, cada jogador pode colocar apenas um ladrilho por turno, ao contrário de vários ladrilhos no primeiro. As telhas devem ser colocadas ao lado de qualquer outro ladrilho no tabuleiro, se o espaço permitir, mas pelo menos uma palavra deve ser formada com cada ladrilho colocado; contanto que essas condições sejam atendidas, uma peça pode ser colocada em qualquer lugar da placa, mesmo que nem todas as outras peças estejam conectadas para formar novas palavras.
Uma grande diferença em como o jogo joga em contraste com o Scrabble é que as palavras não precisam ser isoladas.
|    |    | つ |    |
| ふ | つ | う | ち |
|    |    | か |    |

Por exemplo, na peça mostrada acima, com a letra em negrito う (u) sendo tocada, além de つ う か (tsuuka,通過, significando "passando" ou 通貨, significando "moeda"), つ う (通 ou tsuu, significando "conhecedor") e う か (羽化 ou uka, que significa "eclosão") qualificam-se como palavras. As palavras horizontais que qualificam nesta peça são ふ つ う (普通 ou futsuu, significando "normal"), つ う ち (通知 ou tsuuchi, significando "notificação") e う ち (内 ou uchi, significando "dentro"), bem comoう う novamente. Formar várias palavras com o posicionamento de um único bloco é denominado "cadeia".
Os estágios têm objetivos como "preencher todos os pontos do tabuleiro", "criar vinte palavras ao longo de três blocos", ou "criar correntes de três, oito vezes". O tabuleiro sempre tem peças preexistentes com as quais os jogadores têm que trabalhar.

## Jogo de tabuleiro
Uma adaptação do jogo de tabuleiro chamado Kotoba no Kaado Geemu: Mojipittan (ことばのパズル もじぴったん, lit. Words' Card Game: Mojipittan) foi feito pela Mega House sob licença da Bandai Namco e lançado em 2007.

## Recepção
No lançamento, Famitsu marcou Mojipittan DS a 33 de 40 (9/8/8/8).